# Fossa pedològica

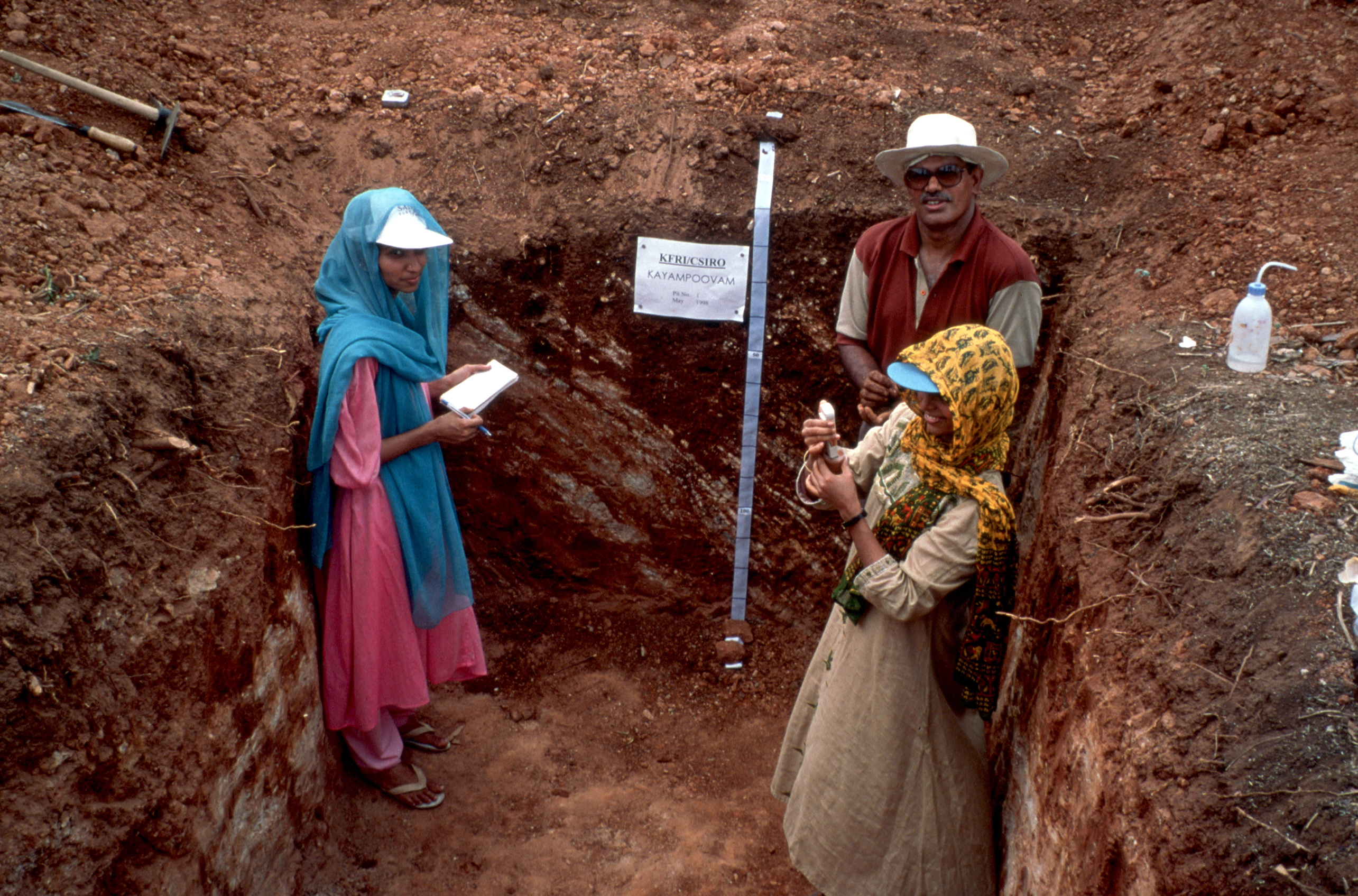
Exemple d'una fossa pedològica excavada per estudiar un perfil del sòl (a Kerala)

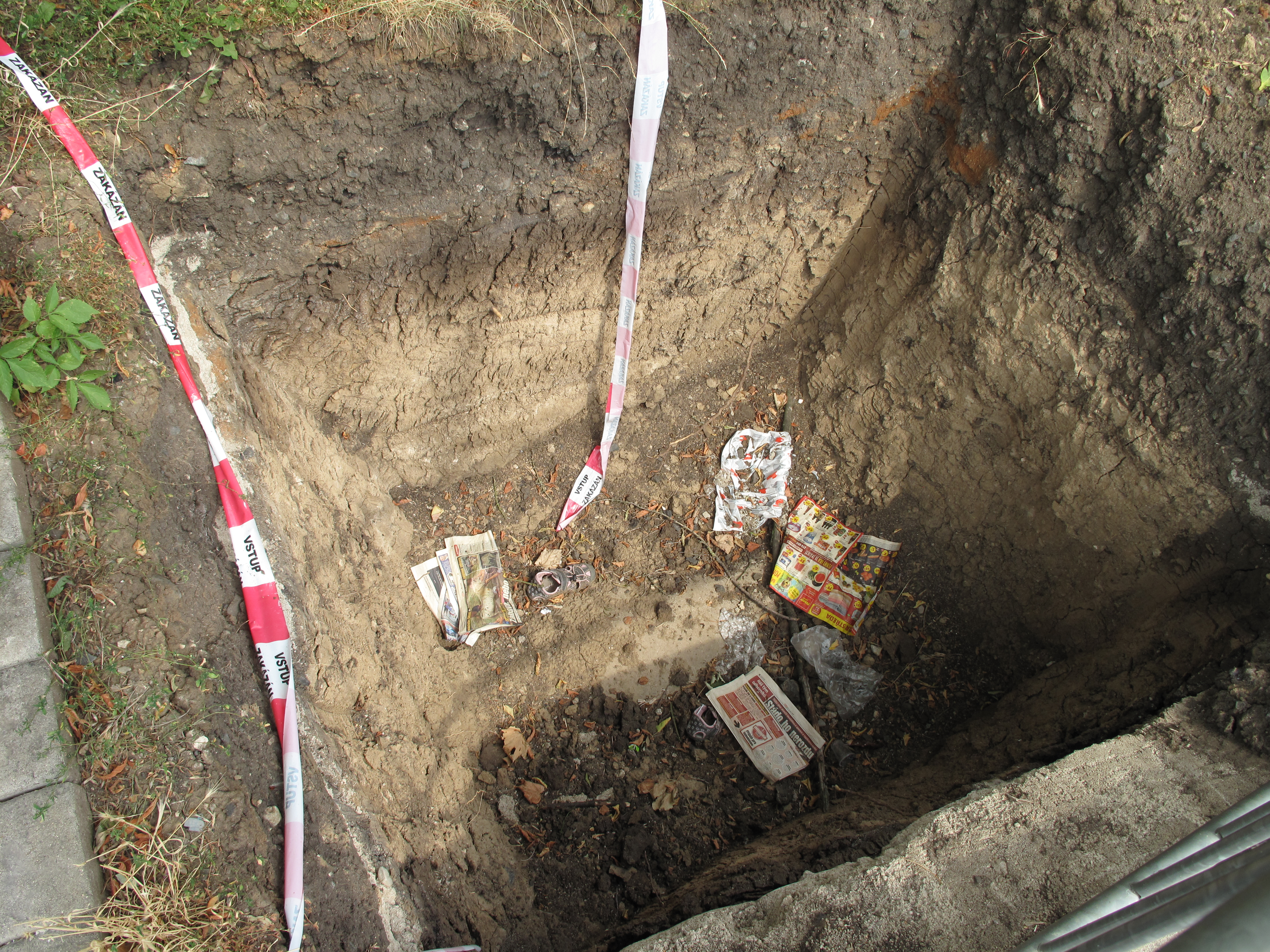
Fossa "cúbica", que permet l'observació a quatre costats

En pedologia, una fossa pedològica, fossa de sòl o fossa de prova (o cata) dins l'entorn de la construcció, és una fossa excavada al sòl, per tal de permetre l'anàlisi del seu perfil (horitzó de sòl). La informació que es busca és la textura, el color, l'estructura i la composició del sòl (contingut de matèria orgànica, oligoelements, possibles contaminants, etc.) en funció de la profunditat, o fins i tot índexs d'engordament o riquesa en fauna del sòl. S'extreuen conclusions sobre la pedogènesi, la textura del sòl i moltes altres característiques d'interès agronòmic, hidrològic i ecològic
Aquesta fossa s'excava generalment durant un estudi agropedològic, un estudi geològic o durant el reconeixement d'un lloc forestal o agrícola o que ha de ser objecte de construcció. Segons el context i les necessitats de l'estudi, la profunditat de la fossa pot variar entre un i quatre metres.

## En el context de l'agricultura, la silvicultura, l'agroforestal
Les fosses de sòl s'utilitzen àmpliament per entendre i avaluar les característiques dels sòls forestals i de conreu (perfil del cultiu, avaluació del comportament mecànic del sòl en conreu, les seves qualitats estructurals, segons la mida del gra, la porositat, la densitat aparent, etc.), les possibles conseqüències de les pràctiques agrícoles prèvies (llaurada en particular, font de llenguado ), i en particular per a la viticultura, o per a l'establiment "balanç hídric».

## Per a l'avaluació ambiental i l'observació ambiental a llarg termini
Molts llocs de referència d'observatoris ambientals i observatoris del sòl utilitzen fosses de sòl.

## Cata (construcció)

Símbol d'una cata utilitzat en els plànols.

Les cates o fosses de prova s'excaven abans de qualsevol construcció superficial o subterrània. Etimologia: La paraula cata prové de cast. "catar" (derivat del gr. κατα), significant "provar" però el significat del qual originàriament és "profundament".
S'utilitzen, per exemple, per determinar la naturalesa geològica, biològica i física del sòl, o fins i tot les característiques de la capa freàtica del jaciment. Poden contribuir (igual que en l'entorn agrícola) a l'avaluació de la corba de contracció » (grau de contracció del sòl segons el seu contingut en aigua ; mesura calculada a partir d'un " retractòmetre ").

## Interès arqueològic

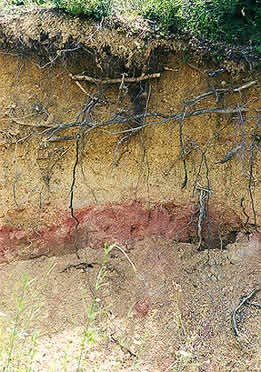
Exemple de perfil del sòl.

L'arqueologia també s'interessa pel perfil del sòl, que pot aportar informació interessant sobre el tipus d'antropització que deixa en el paisatge del sòl agrícola l'ús del foc i les pràctiques agrícoles prehistòriques o històriques.
A part d'això, durant l'excavació de fosses de sòl,es poden trobar objectes d'interès arqueològic (artefactes, carbó útil per a la pedoantracologia.

## Normativa
No s'hauria d'excavar una fossa a les proximitats dels serveis públics enterrats, i les fosses de més d'1,3 metres de profunditat s'han de protegir contra l'enfonsament estructural, per si algú hi entra.

## Valoració i retenció de dades
Des de la dècada del 1900, una tendència afavoreix la integració de les dades del sòl en un sistema d'informació geogràfica i seguir xarxes de parcel·les de referència, per exemple, a França, a la Xarxa de mesures de la qualitat dels sòls de França (RMQS). En el bosc, la posició de les parcel·les monitoritzades es determina segons la tipologia de les estacions forestals